# Le Boy (Rio de Janeiro)
Le Boy était une boîte de nuit gay emblématique, située à Copacabana, Rio de Janeiro, Brésil. Lorsqu'elle a fermé ses portes en 2016, c'était la boîte de nuit gay la plus ancienne et la plus célèbre de la ville,.
Elle a ouvert ses portes en 1992, au n° 102, Rua Raul Pompeia, à l'initiative de l'homme d'affaires français Gilles Lascar qui s'est inspiré du Boy de Paris. Elle est devenue rapidement l'un des lieux de vie nocturne LGBT les plus courus de Rio,, et l'un des symboles de la vie nocturne bohème du quartier de Copacabana.
Le Boy proposait des spectacles de drag queens et de go-go boy,, combinant samba et danse music, et son bal de Carnaval était particulièrement célèbre. Sa décoration s'inspirait des années 1970, avec miroirs, boules à facettes et autres meubles typiques de l'époque.
Il a été fréquenté par des célébrités telles que Henry Cavill, Vera Fisher, Nana Gouvêa, Vanessa da Mata, Antonia Fontenelle,, Katy Perry et Rhianna. Dans les années 1990, la célèbre drag queen Lorna Washington y a également travaillé, dont la vie a été retracée en 2016 dans le documentaire Lorna Washington – Surviving alleged losses. On y croisait également des gigolos.
En 2007, le club a accueilli l'une des fêtes en l'honneur de Dercy Gonçalves, à l'occasion de son 100e anniversaire.
En 2008, Le Boy organise la soirée de lancement du film Mamma Mia !, avec la présence de la chanteuse paraguayenne Perla, interprétant des tubes d'ABBA.
En février 2013, la salle a été fermée après qu'une inspection menée par les équipes des pompiers ait détecté des failles de sécurité. En mai de la même année, l'actrice Rogéria y a célébré son 70e anniversaire.
En avril 2016, Lascar a annoncé que l'espace fermerait pour des travaux d'amélioration et d'agrandissement, déclarant qu'il prévoyait de rouvrir peu avant les Jeux olympiques de 2016, ce dont beaucoup doutaient.
En juillet 2016, la discothèque, déjà considérée comme définitivement fermée, a été utilisée pour l'organisation d'une série de soirées pendant les Jeux olympiques, avec la participation de Preta Gil, Ludmilla et Marcelo D2.